# A.A.P.M. Vigili del Fuoco Siracusa
La A.A.P.M. Vigili del Fuoco Siracusa o più comunemente Vigili del Fuoco Siracusa è stata una società sportiva di pallamano maschile di Siracusa, fondata nel 1988. Il colore sociale primario del club è stato il bianco e verde.

## Storia
Fondata nel 1988, da Maurizio Spatafora, il club ha vissuto i suoi momenti di gloria alla fine degli anni novanta, quando ha calcato il campionato nazionale di Serie A2. Il club dei Vigili del Fuoco dal 2001 al 2005 è stata anche la prima squadra di Siracusa dopo la scomparsa dal panorama pallamanistico del C.C. Ortigia Siracusa, vincitore tra gli anni ottanta e novanta di ben 3 scudetti e 2 coppe Italia.
I colori sociali del club sono stati diversi, se dapprima il club veniva rappresentato dal bianco e dal verde, successivamente vennero cambiati i colori, dapprima in bianco e rosso e successivamente in rosso e verde.
L'impianto di gioco delle gare casalinghe è stato inizialmente il "Pallone Tensostatico, per poi essere sostituito dal più moderno palazzetto dello sport (PalaLoBello) progettato e realizzato per ospitare grandi eventi sportivi ed intitolato all'ex arbitro di calcio Concetto Lo Bello nonché ex presidente della Federazione Italiana Giuoco Handball.
Nel 2005 al termine della regolare stagione del campionato di Serie A2, si ritira da ogni attività agonistica per problemi economici.

## Società
La matricola storica del club è stata la n. 0755.

## Allenatori e presidenti

### Allenatori
- 1988-1994  ?
- 1994-1997  Giuseppe Vinci
- 1997-1999  Pierandrea Izzi
- 1999-2002  Fabio Reale
- 2002-2003  Roberto Giuffrida
- 2003-2005  Luigi Rudilosso

### Presidenti
- 1988-1995  Giuseppe Lo Presti
- 1995-2005  Maurizio Spatafora

## Statistiche e record

### Partecipazione ai campionati
| Livello | Categoria | Partecipazioni | Debutto   | Ultima stagione | Totale |
| ------- | --------- | -------------- | --------- | --------------- | ------ |
| 2°      | Serie A2  | 8              | 1996-1997 | 2004-2005       | 8      |
| 3°      | Serie B   | 8              | 1989-1990 | 2001-2002       | 8      |